# NTSF:SD:SUV::
Az NTSF:SD:SUV:: 2011-ben bemutatott amerikai vígjátéksorozat, ami a különböző rendőrségi és akcióműsorokat parodizája. A sorozat alkotója Paul Scheer, a történet pedig egy alakulat akcióiba enged betekintést. A főszereplők közt Scheer mellett megtalálható June Diane Raphael, Brandon Johnson, Kate Mulgrew, Rebecca Romijn és Martin Starr.
A sorozatot az Amerikai Egyesült Államokban az Adult Swim adta 2011. július 22. és 2013. december 13. között, Magyarországon egyelőre nem mutatták be.

## Cselekmény
A sorozat főszereplői a címszereplő szervezet, a National Terrorism Strike Force: San Diego: Sport Utility Vehicle:: emberei. Az eredetileg a Childrens Hospitalban szereplő kamu televíziós reklámokból kinőtt sorozat Trent Hauser ügynököt és csapatát követi nyomon, akik különböző veszélyeket állítanak meg, legyen az akár gonosz exfeleség vagy gyilkos energiaital.

## Szereplők
| Szereplő                   | Színész            |
| -------------------------- | ------------------ |
| Trent Hauser               | Paul Scheer        |
| Piper Ferguson             | June Diane Raphael |
| June Diane Raphael         | Brandon Johnson    |
| Kove                       | Kate Mulgrew       |
| Jessie Nichols             | Rebecca Romijn     |
| Sam Stern                  | Martin Starr       |
| Daisy                      | Karen Gillan       |
| A Haditengerészet vezetője | Rob Riggle         |
| S.A.M. (hang)              | Peter Serafinowicz |

## Epizódok
| Évad | Évad | Epizódok | Eredeti vetítés     | Eredeti vetítés    |
| Évad | Évad | Epizódok | Évadpremier         | Évadfinálé         |
| ---- | ---- | -------- | ------------------- | ------------------ |
|      | 1    | 12       | 2011. július 22.    | 2011. október 7.   |
|      | 2    | 12       | 2012. augusztus 10. | 2012. november 2.  |
|      | 3    | 12       | 2013. július 26.    | 2013. december 13. |